# Медаль «За оборону Кавказа»
Медаль «За оборону Кавказа» учреждена Указом Президиума ВС СССР от 1 мая 1944 об учреждении медали «За оборону Кавказа». Автор рисунка медали — художник Н. И. Москалёв.
Медалью «За оборону Кавказа» награждались все участники обороны Кавказа — военнослужащие Красной Армии, Военно-Морского Флота и войск НКВД, а также лица из гражданского населения, принимавшие непосредственное участие в обороне.
Медаль «За оборону Кавказа» носится на левой стороне груди и при наличии других медалей СССР располагается после медали «За оборону Киева».
На 1985 год медалью «За оборону Кавказа» награждено около 870 000 человек.

## Положение о медали
Медалью «За оборону Кавказа» подлежат награждению все участники обороны Кавказа — военнослужащие РККА, ВМФ и НКВД, а также гражданские лица, непосредственные участники обороны.
Вручение наград проводилось от имени Президиума Верховного Совета СССР на основании данных, удостоверяющих фактическое участие в обороне Кавказа.
Вручение производилось:
- лицам, находящимся в войсковых частях Красной Армии, Военно-Морского Флота и войск НКВД, — командирами войсковых частей, а лицам, выбывшим из состава армии и флота, — областными, городскими и районными военными комиссарами по месту жительства награждённых;
- лицам из гражданского населения — участникам обороны Кавказа — Ставропольским и Краснодарским краевыми, Ростовским и Грозненским областными Советами депутатов трудящихся, Президиумами Верховных Советов Грузинской ССР, Азербайджанской ССР, Армянской ССР, Северо-Осетинской АССР, Дагестанской АССР и Кабардинской АССР.

Медаль «За оборону Кавказа» военнослужащим и лицам вольнонаемного состава частей, соединений и учреждений Красной Армии, Военно-Морского Флота и войск НКВД вручалась только фактически участвовавшим в обороне Кавказа не менее трех месяцев в период июль 1942 года — октябрь 1943 года.
Медаль «За оборону Кавказа» вручалась только тем лицам из гражданского населения, кто участвовал в обороне Кавказа в период июль 1942 — октябрь 1943 года, а также тем, кто принимал активное участие в строительстве оборонительных рубежей и укреплений с осени 1941 года.
Участникам обороны Кавказа, как из числа военнослужащих, так и из гражданского населения, получившим в период обороны ранения или награждённые за оборону Кавказа орденами или медалями СССР, медаль «За оборону Кавказа» вручалась независимо от срока участия в обороне.

## Описание медали
Медаль «За оборону Кавказа» изготовляется из латуни и имеет форму правильного круга диаметром 32 мм.
На лицевой стороне медали изображён Эльбрус. В нижней части, у подножья горы, нефтяные вышки и группа движущихся танков (на переднем едут солдаты с ружьями). Над вершинами горы виднеются силуэты самолётов. В верхней части медали по окружности надпись «ЗА ОБОРОНУ КАВКАЗА». Лицевая сторона медали окаймлена фигурным ободком, на котором изображены гроздья винограда и цветы. В верхней части ободка пятиконечная звёздочка. В нижней части ободка лента с буквами «СССР» и изображением серпа и молота между ними.
На оборотной стороне медали надпись «ЗА НАШУ СОВЕТСКУЮ РОДИНУ». Над надписью изображение серпа и молота.
Все надписи и изображения на медали выпуклые.
Медаль при помощи ушка и кольца соединяется с пятиугольной колодкой, обтянутой шёлковой муаровой лентой оливкового цвета шириной 24 мм. В середине ленты две белые полоски шириной 2 мм, разделённые оливковой полоской такой же ширины. По краям ленты синие полоски шириной 2,5 мм каждая.

## Иллюстрации

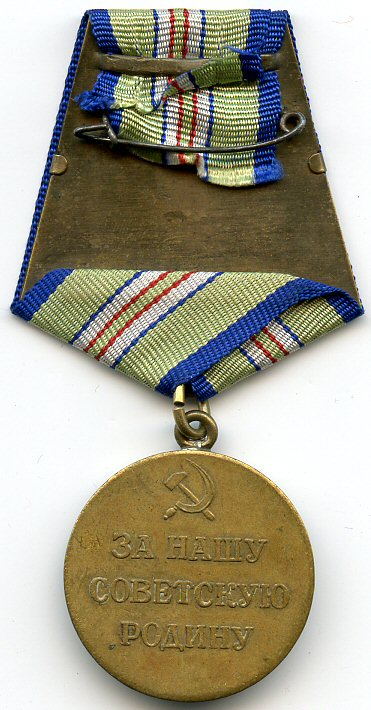
Реверс медали
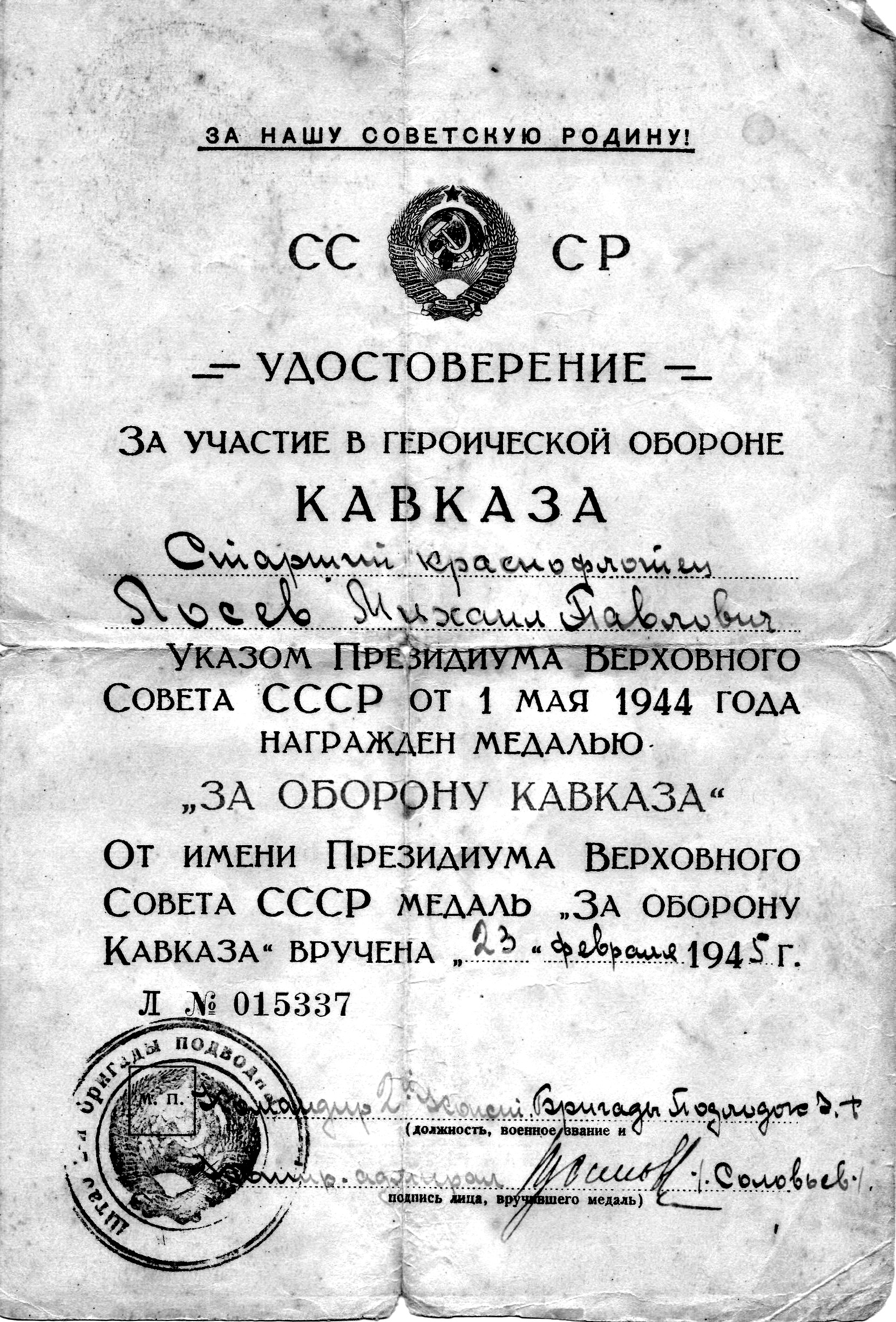
Наградное удостоверение
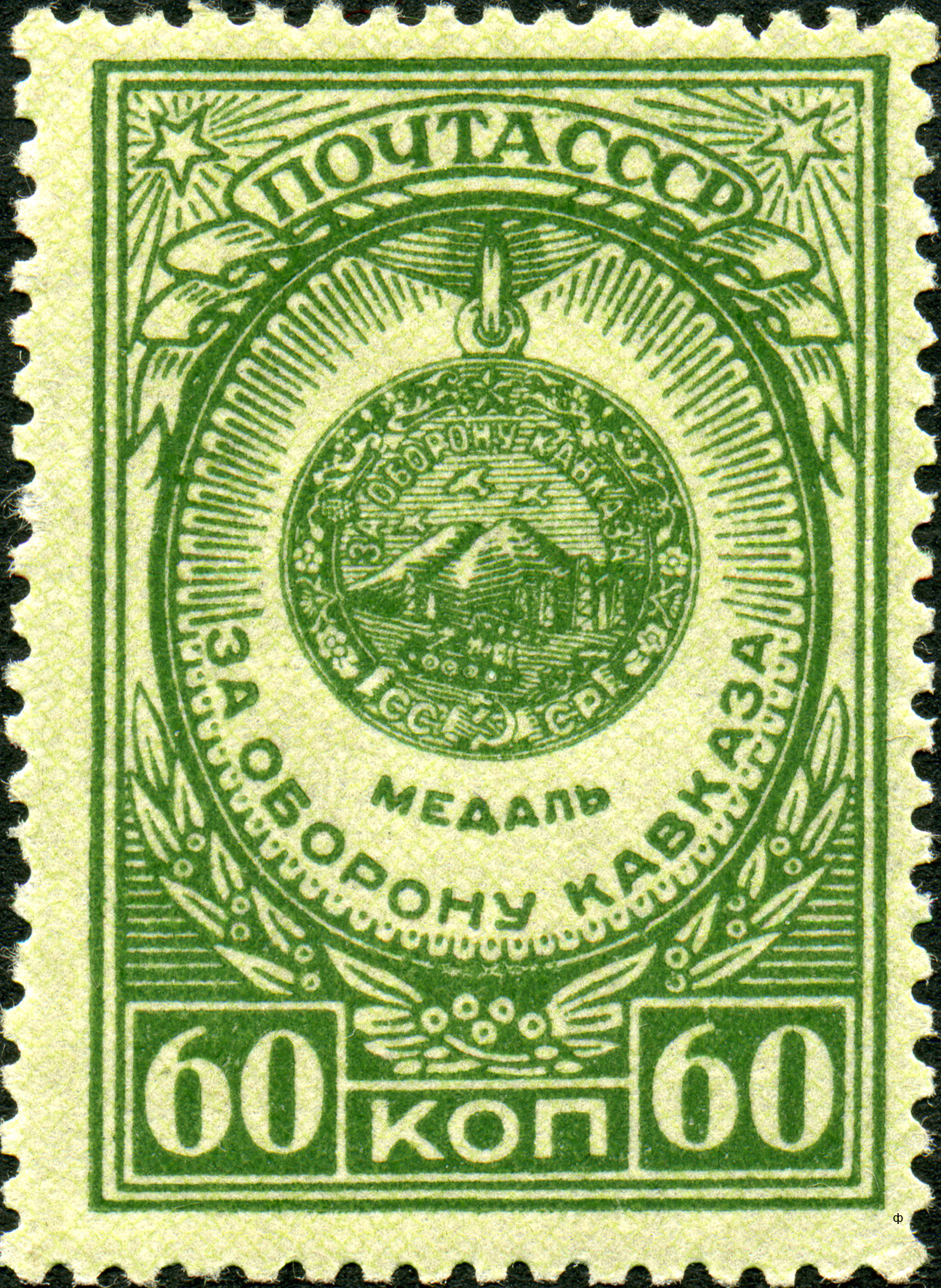
Почтовая марка СССР
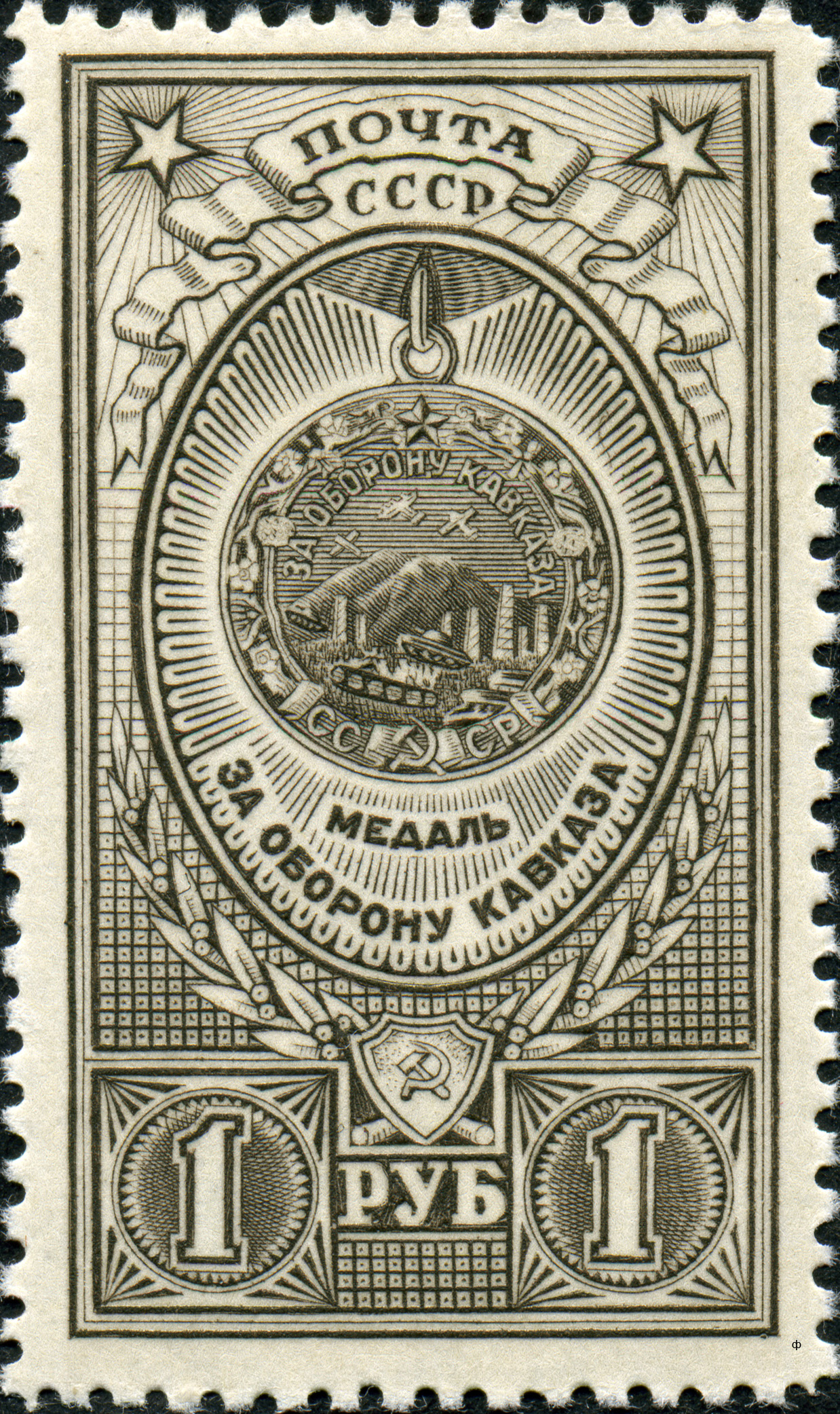
Почтовая марка СССР
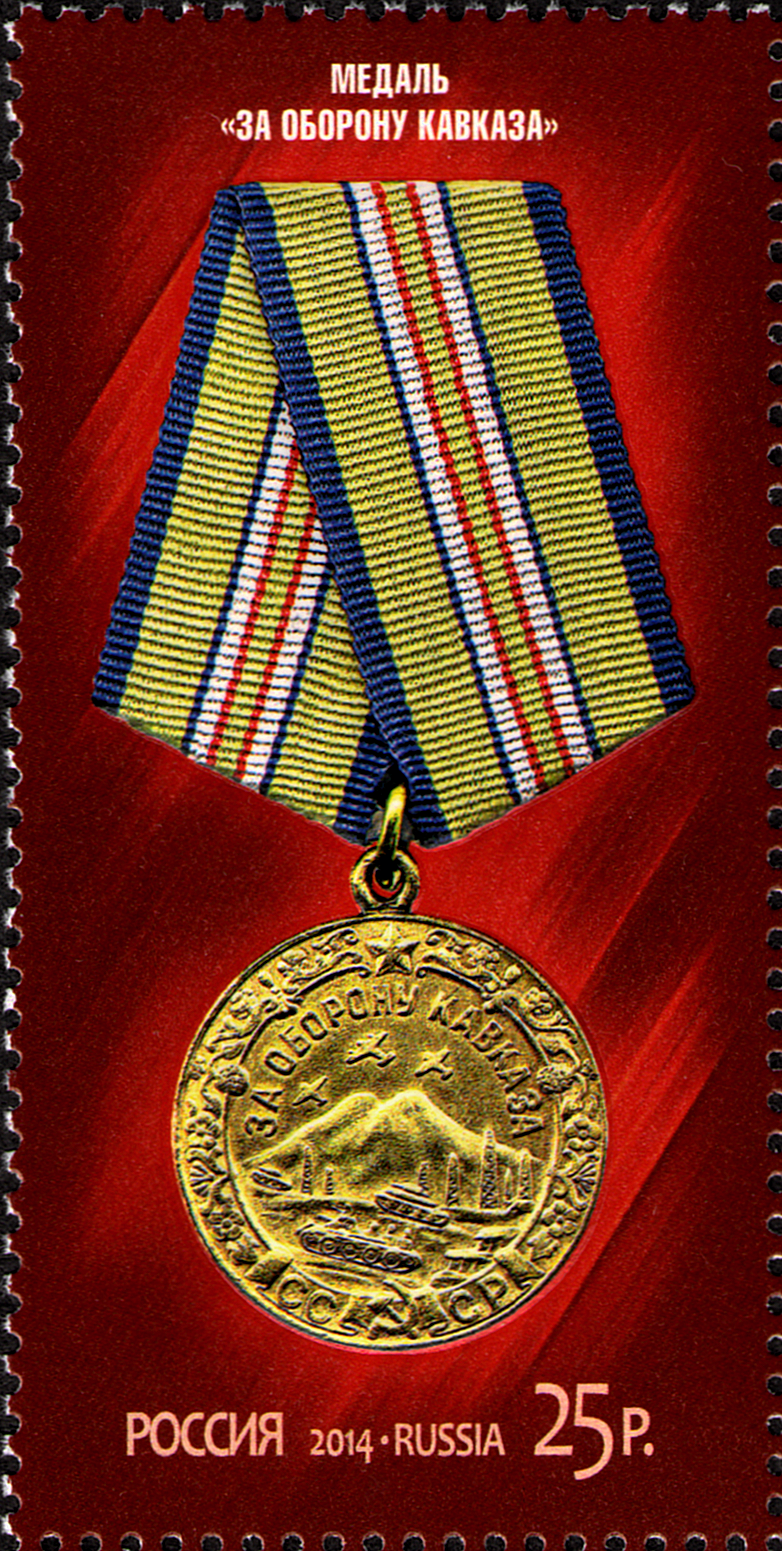
Почтовая марка России